# Selous Scouts
De Selous Scouts was een speciale eenheid van het leger van het blanke minderheidsbewind van Rhodesië. De eenheid werd in 1974 opgericht als Tracker Combat Unit, een spoorzoekerseenheid. Ze kregen al spoedig de naam Selous Scouts, een verwijzing naar Frederick Selous, een Brits militair en ontdekkingsreiziger.
De Selous Scouts werden ingezet tegen de ZANU en de ZAPU, die een guerrillaoorlog tegen het Rhodesische minderheidsbewind voerden. De Selous Scouts opereerden in groepjes van vier of vijf soldaten. De zwarte Selous Scouts kleedden zich vaak als ZANU- of ZAPU-strijder, terwijl de blanke officieren zich vaak voor Oost-Duitse adviseurs uitgaven. De eenheden van de Selous Scouts opereerden zonder bevoorrading en waren getraind in het overleven in de wildernis. De Selous Scouts werden ingezet om inlichtingen te verzamelen over de operaties van de ZANU en de ZAPU, maar ook voor het uitvoeren van gerichte aanvallen. Het uiteindelijke doel was het destabiliseren van de guerrillabewegingen.
Aan de kant van de Selous Scouts vielen tijdens de burgeroorlog 40 doden; het aantal dodelijke slachtoffers van de Selous Scouts was een veelvoud hiervan.